# Lépisosté tacheté
Lepisosteus oculatus
Espèce
Statut de conservation UICN

 LC  : Préoccupation mineure
Le Lépisosté tacheté (Lepisosteus oculatus) est une espèce de poissons d'eau douce et saumâtre de la famille des Lepisosteidae.

## Répartition
Ce poisson se rencontre au Canada, aux États-Unis et au Mexique. Les adultes se rencontrent préférentiellement dans les mares calmes et claires et dans les eaux stagnantes des ruisseaux de plaine, des petites et grandes rivières, des lacs morts et des marécages. Ils pénètrent occasionnellement en eaux saumâtres. 

## Description
Lepisosteus oculatus peut mesurer jusqu'à 150 cm de longueur totale, mais sa taille habituelle est d'environ 100 cm. Son poids maximal enregistré est de 4,4 kg et son espérance de vie maximale est de 18 ans.
Ce poisson présente une vessie natatoire modifiée en vessie gazeuse. L'épithélium s'y est soulevé en replis richement vascularisés, ce qui permet des échanges gazeux en milieu aérien.
C'est un prédateur vorace qui se nourrit de divers poissons et crustacés.

## Systématique
Le nom valide complet (avec auteur) de ce taxon est Lepisosteus oculatus Winchell (d), 1864,.
Ce taxon porte en français le nom vernaculaire ou normalisé suivant : Lépisosté tacheté.
Lepisosteus oculatus a pour synonymes :
- Cylindostreus productus Cope, 1865
- Cylindrosteus agassiz Duméril, 1870
- Cylindrosteus agassizii Duméril, 1870
- Lepidosteus oculatus Winchell, 1864
- Lepisosteus latirostris Girard, 1858
- Lepisosteus productus (Cope, 1865)

### Étymologie
Son épithète spécifique, du latin oculatus, « aux yeux », fait référence aux taches en forme d'oeil présentent sur son corps.

### Publication originale
- (en) Alexander Winchell, « Description of a Gar-Pike, Supposed to Be New: Lepidosteus (Cylindrosteus) oculatus », Proceedings of the Academy of Natural Sciences of Philadelphia, Philadelphie, Académie des sciences naturelles de Philadelphie, vol. 16, no 4,‎ 1864, p. 183-185 (ISSN 0097-3157 et 1938-5293, OCLC 1382862, JSTOR 4623932, lire en ligne).